# Christoph Jobst
Christoph Jobst (* 1956) ist ein deutscher Kunsthistoriker und Hochschullehrer.

## Leben
Von 1976 bis 1981 studierte er Kunstgeschichte, klassische Archäologie, Städtebau und Slavistik an den Universitäten in Würzburg und in Bonn. Von 1981 bis 1985 bereitete er die Dissertation an der Bibliotheca Hertziana in Rom vor. Nach der Promotion an der Universität Bonn 1985 war er von 1985 bis 1988 Projektkoordinator an der Bibliotheca Hertziana. Von 1988 bis 1990 absolvierte er ein Volontariat an den Berliner Museen Preußischer Kulturbesitz. Von 1990 bis 1995 war er Assistent an der Goethe-Universität in Frankfurt am Main. Nach der Habilitation 1998 an der Universität Zürich war er von 2004 bis 2021 Professor am Kunsthistorischen Institut der Christian-Albrechts-Universität zu Kiel. 
Zu seinen Forschungsschwerpunkten gehören die Kunst und Architektur der Frühen Neuzeit, insbesondere Italiens, sowie die Kunst und Architektur um 1900.

## Schriften (Auswahl)
- Die Planungen Antonios da Sangallo des Jüngeren für die Kirche S. Maria di Loreto in Rom (= Römische Studien der Bibliotheca Hertziana. Band 6). Werner, Worms 1990, ISBN 3-88462-086-X. (Zugleich: Bonn, Universität, Dissertation, 1985).
- Fünf Jahrhundert italienische Kunst aus den Sammlungen des Fürsten von Liechtenstein. In: Kunstchronik 49 (1996), S. 568–574.
- Die christliche Basilika. Zur Diskussion eines Sakralbautypus in italienischen Quellen der posttridentinischen Zeit. In: Zeitsprünge. Forschungen zur Frühen Neuzeit 1 (1997), S. 698–749.
- mit Julia Trinkert, Lars Olof Larsson (Hrsg.): Norddeutschland – Ostseeraum – Europa. Kunsthistorische Studien von Uwe Albrecht aus vier Jahrzehnten. Ludwig, Kiel 2019, ISBN 978-3-86935-368-5.
- Hans Tintelnot – und die Liebe zum Barock. In: Klaus Gereon Beuckers, Ulrich Kuder (Hrsg.): Forschung in ihrer Zeit. 125 Jahre Kunsthistorisches Institut der Christian-Albrechts-Universität zu Kiel (= Kieler kunsthistorische Studien. Band 18). Ludwig, Kiel 2020, S. 381–402.